# Erikssonia acraeina
Erikssonia acraeina là một loài bướm ngày thuộc họ Lycaenidae. It was long thought to be monotypic withtrong genus Erikssonia. Nó được tìm thấy ở phần phía nam của Cộng hòa Dân chủ Congo, miền nam and tây nam Angola and miền tây and tây bắc Zambia (Mongu, Kataba, Mundwiji Plain).
The South African popultation on the Waterberg is now treated as Erikssonia edgei.
Con trưởng thành bay through hầu hết the summer months, having been recorded từ tháng 10 đến tháng 4, nhiều nhất vào activity từ tháng 1 đến tháng 3.
- Taxonomy, Biology, Biogeography, Evolution and Conservation of the Chi Erikssonia Trimen (Lepidoptera: Lycaenidae)

## Hình ảnh

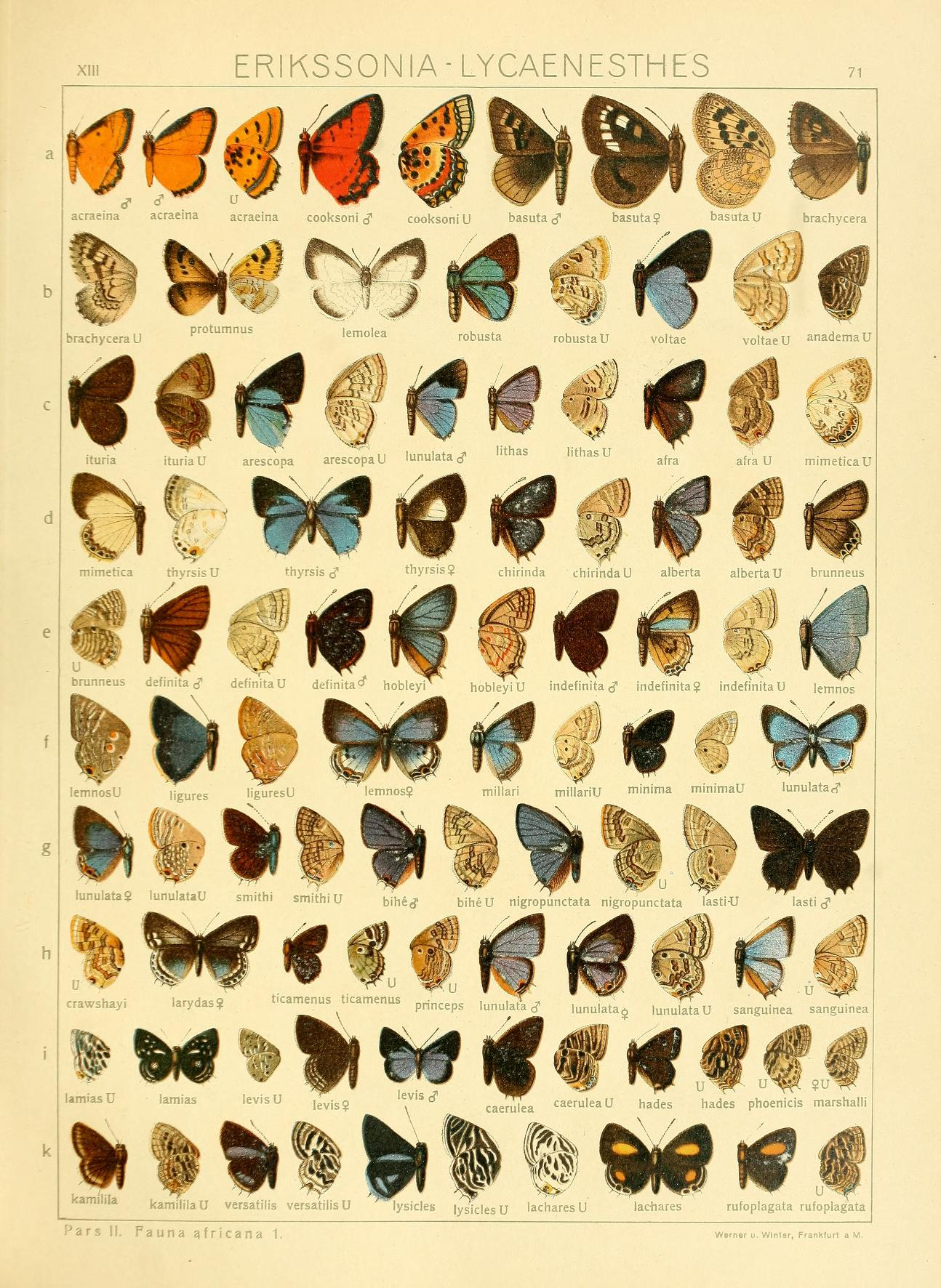